# Hanky Panky (sång av Tommy James & the Shondells)
Hanky Panky är en låt skriven av Jeff Barry och Ellie Greenwich. Låten skrevs ursprungligen för gruppen The Raindrops där de båda var medlemmar 1963-1965, och gavs ut som b-sida till låten "That Boy John". 
1964 spelades låten in av gruppen The Shondells, snart kända som Tommy James & the Shondells. Tommy James hade själv hört en annan grupp uppträda med låten, och bestämde sig för att göra en inspelning av det lilla han kom ihåg från uppträdandet. Låten blev i deras version en lokal framgång i nordvästra USA utan att slå nationellt, och James bestämde sig för att återvända till sina high school-studier. 
Efter att en DJ i Pittsburgh fortsatt att spela låten bestämde sig Tommy James för att bilda ett nytt Shondells med en helt ny grupp. James fick kontrakt med den gamla inspelningen hos Roulette Records som gav ut den 1966, och låten blev samma år listetta i både USA och Kanada, samt en singelhit i några europeiska länder.

## Listplaceringar
| Lista (1966)   | Position              |
| -------------- | --------------------- |
| Australien     | 37 (Go Set)           |
| Danmark        | 15 (DR "Top 20"       |
| Finland        | 30                    |
| Flandern       | 4                     |
| Frankrike      | 52                    |
| Kanada         | 1 (RPM)               |
| Storbritannien | 38                    |
| Sverige        | 7 (Kvällstoppen)      |
| Sverige        | 3 (Tio i topp)        |
| USA            | 1 (Billboard Hot 100) |
| Vallonien      | 17                    |
| Västtyskland   | 3                     |
| Österrike      | 2                     |